# Бяла Слатина (община)
43°28′01″ пн. ш. 23°55′59″ сх. д. / 43.46694° пн. ш. 23.93306° сх. д.
Бяла Слатина (болг. Община Бяла Слатина) — община у Болгарії. Входить до складу Врачанської області. Населення становить 24 606 осіб (станом на 1 лютого 2011 р.). Адміністративний центр громади — однойменне місто.

## Склад громади
До складу общини входить 15 населених пунктів:
1. Алтимир
2. Буковець
3. Бирдарський Геран
4. Биркачево
5. Бяла Слатина
6. Враняк
7. Габаре
8. Галиче
9. Драшан
10. Комарево
11. Попиця
12. Соколаре
13. Тлачене
14. Тирнава
15. Тирнак